# Шлосарек, Йоахим
Йоахим Шлосарек (пол. Joachim Szlosarek; 28 октября 1950 года, Забже — 25 сентября 2021 года, Руда-Слёнска) — польский футболист и тренер, защитник, двукратный чемпион Польши.

## Биография
Воспитанник Погони Забже, за которую играл в 1962—1969 годах. В 1968 году играл в юношеской сборной Польши и за шалость во время поездки в Исландию был дисквалифицирован на пять лет, затем срок был сокращен до двух лет. С 1969 года представлял цвета Гурника Забже, дебютировал в Лиге I 24 апреля 1971 года. Всего сыграл в двух матчах, и его команда выиграла чемпионат Польши. Еще один чемпионат он выиграл в сезоне 1971/1972, в котором сыграл в одной игре. В 1972 году он также сыграл один матч в молодежной сборной Польши.
В сезоне 1972/1973 сыграл в шести матчах (только в весеннем туре), а его команда заняла 4-е место в лиге. Следующие два сезона играл в Лиге I в Шомберки (Бытом). В сезоне 1973/1974 сыграл в 18 матчах и забил свой единственный гол в лиге. В сезоне 1974/1975 сыграл в 8 матчах. Затем играл в командах низших лиг: Урания Кохловице (1975—1979) и Згода Бельшовице (1980—1982). Его карьера была прервана серией травм.
После завершения профессиональной карьеры работал тренером, в том числе в Згода Бельшовице, Вальце (Макашовы) и Бескидзе (Скочув), а также в немецкой команде Хакенбройх (Дормаген) (1990—1991), также возглавлял юношеские команды Гварек (Орнонтовице) (родившихся с 1987 по 1993 год).